# Внутриматочная инсеминация

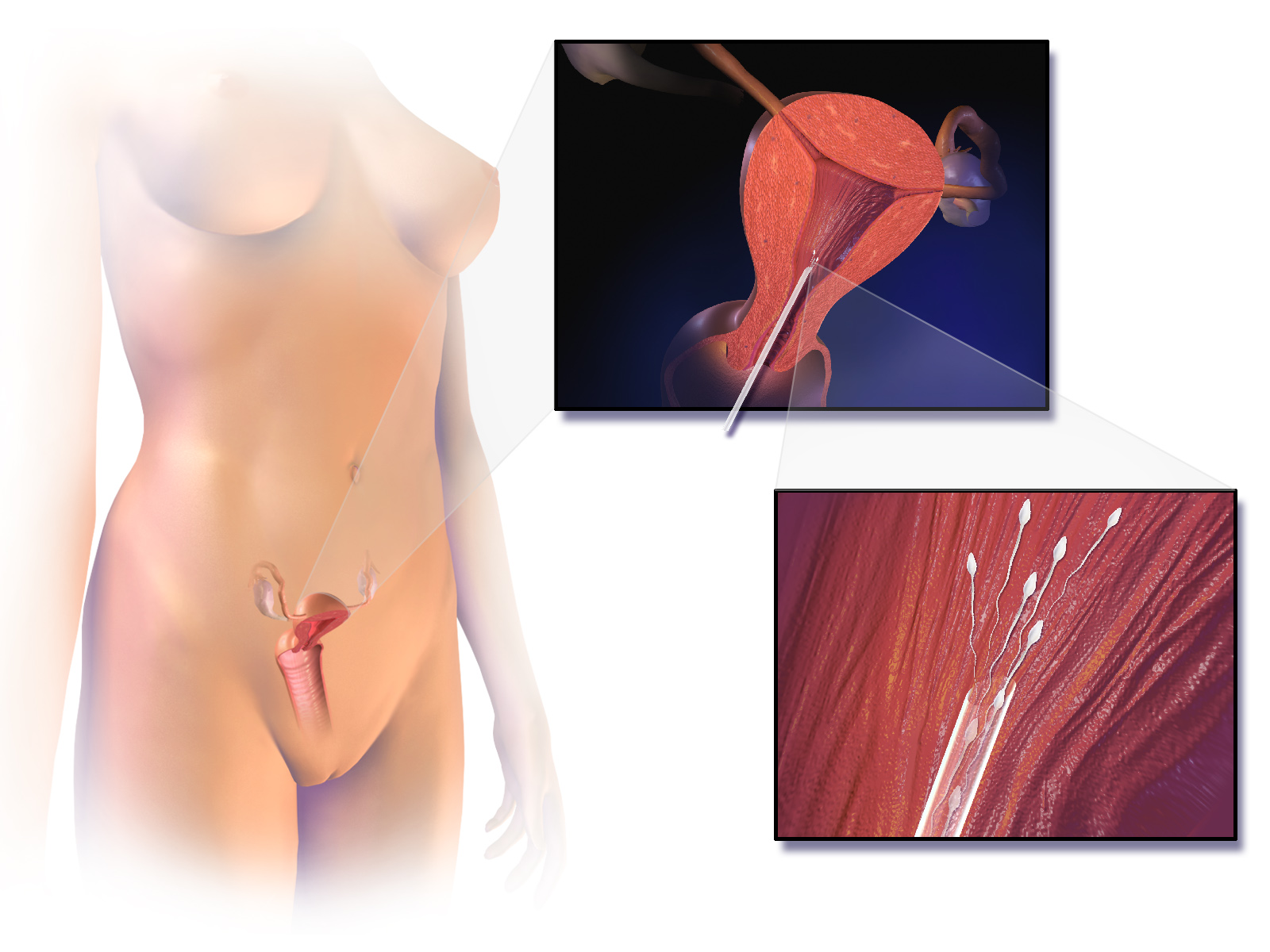

Внутриматочная инсеминация (от лат. semina — сперма; сокращ. ВМИ, также — искусственная инсеминация) — медицинская технология (вспомогательная репродуктивная технология), представляющая собой введение в цервикальный канал или матку женщины спермы мужчины, полученной заблаговременно вне полового акта.
Применяется в медицинских целях для достижения беременности в бесплодных парах, либо для получения беременности у одиноких женщин, проводится в условиях амбулатории медицинских учреждений гинекологического профиля.
Искусственная инсеминация известна с конца XVIII века. В 1784 году итальянец Лазаро Спалацци произвёл искусственное осеменение собаки, в результате которого наступила беременность. Все трое щенков, появившиеся на свет, были здоровы. В 1790 году шотландский врач Джон Хантер впервые попробовал осуществить внутриматочную инсеминацию женщины спермой её мужа, страдающего гипоспадией.
В России применение искусственной инсеминации регламентируется приказом Министерства здравоохранения Российской Федерации от 30 августа 2012 г. № 107н «О порядке использования вспомогательных репродуктивных технологий, противопоказаниях и ограничениях к их применению».

## Методика проведения
Процедуру проводят в периовуляторный период (дни овуляции), время которого гинеколог определяет в соответствии с имеющимися в его распоряжении средствами. Искусственная инсеминация может применяться как в естественном цикле женщины, так и с использованием гормональной стимуляции суперовуляции.
Сперму для внутриматочной инсеминации получают либо непосредственно перед процедурой введения (за 1—3 часа до процедуры), либо используют размороженную сперму, которая была криоконсервирована заблаговременно. Для введения используют либо нативную (необработанную) сперму, либо предварительно обработанную сперму. Обработка спермы состоит в отделении сперматозоидов от семенной жидкости, для этого осуществляют двух- или трёхкратное переосаждение сперматозоидов на центрифуге с разбавлением спермы физиологической средой. Использование обработанной спермы для внутриматочной инсеминации предпочтительнее, так как при введении нативной спермы в матку существует риск анафилактического шока.
Использование донорской спермы регламентируется приказом N67 Минздрава РФ согласно которому донорская сперма может быть использована только после 6-месячного карантина в замороженном состоянии. Требование 6-месячного карантина донорской спермы объясняется необходимостью исключить наличие скрытой инфекции у донора спермы на момент получения спермы, карантин с замороженной донорской спермы может быть снят после повторного отрицательного результата анализа на инфекции у донора.
Сперму внутрь матки вводят через пластиковый катетер с присоединённым к нему шприцем со спермой. Процедура безболезненная, длится несколько минут.

## Обследование для процедуры ВМИ
Для проведения процедуры искусственной инсеминации назначается комплекс анализов обоим половым партнерам, чтобы исключить возможные противопоказания (например, инфекционные заболевания, передающиеся половым путём или патология спермы). В комплекс обязательных исследований входит: ОАК; анализ на ВИЧ, сифилис, гепатит В и С; выявление инфекционных заболеваний методом ПЦР (Chlamydia trachomatis, Neisseria gonorrhoeae, Trichomonas vaginalis, Mycoplasma genitalium, Mycoplasma hominis, Ureaplasma spp, Ureaplasma parvum, Ureaplasma urealyticum). Женщине следует провести: микроскопическое исследование мазка из влагалища и шейки матки; обследование гормонального фона. Мужчине необходимо сдать спермограмму.
Если процедура назначается врачом при бесплодии пары, важно понимать, что применение только искусственной инсеминации может быть неэффективно. Поэтому могут потребоваться дополнительные обследования обоих партнеров, для выявления причины бесплодия.

## Медицинские показания и противопоказания
Согласно приказу N67 Минздрава РФ определены следующие показания и противопоказания для искусственной инсеминации:
Показаниями для проведения искусственной инсеминации спермой донора являются
со стороны мужа:
- бесплодие (например, азооспермия);
- эякуляторно-сексуальные расстройства;
- неблагоприятный медико-генетический прогноз (носительство наследственных заболеваний);

со стороны женщины:
- отсутствие полового партнёра.

Показаниями для проведения искусственной инсеминации спермой мужа являются
со стороны мужа:
- субфертильная сперма;
- эякуляторно-сексуальные расстройства

со стороны женщины:
- цервикальный фактор бесплодия;
- вагинизм.

Противопоказаниями для проведения искусственной инсеминации являются
со стороны женщины
- соматические и психические заболевания, при которых противопоказана беременность;
- пороки развития и патология матки, при которых невозможно вынашивание беременности;
- опухоли и опухолевидные образования яичника;
- злокачественные новообразования любой локализации;
- острые воспалительные заболевания любой локализации.

## Эффективность
Прогноз наступления беременности и рождения ребёнка после однократного применения искусственной инсеминации составляет около 12 %. Так в докладе Европейского общества репродукции человека и эмбриологии (англ. ESHRE) за 2004 год приведены следующие данные: в 19 странах Европы проведено 98 388 процедур внутриматочной инсеминации, наступление беременности и последующее рождение ребёнка зафиксировано в 12 081 случаев (12.3 %), 87 % беременностей были одноплодные, 13 % многоплодные. По данным исследования, проведённого в Институте акушерства и гинекологии им. Д. О. Отта (Санкт-Петербург) в 2001 году, средняя частота наступления беременности на одну процедуру инсеминации составила 11,6 %.
При проведении процедуры искусственной инсеминации необходимо следовать некоторым правилам, которые повысят вероятность наступления беременности:
- Полный отказ от курения и приёма алкоголя обоим партнёрам.
- Нормализация веса как для женщины, так и для мужчины. Избыточный вес или недостаточная масса тела могут влиять на фертильность и снижать шансы наступления беременности.
- Восстановление режима труда и отдыха, исключение стрессов и физического перенапряжения для обоих партнёров.
- По показаниям лечащего врача рекомендуем приём профилактических доз фолиевой кислоты, йода и витамина D обоим партнёрам.
- Мужчинам рекомендуется исключить посещение бани, сауны, горячих ванн – это может негативно повлиять на сперматогенез.[3]